# Donnern

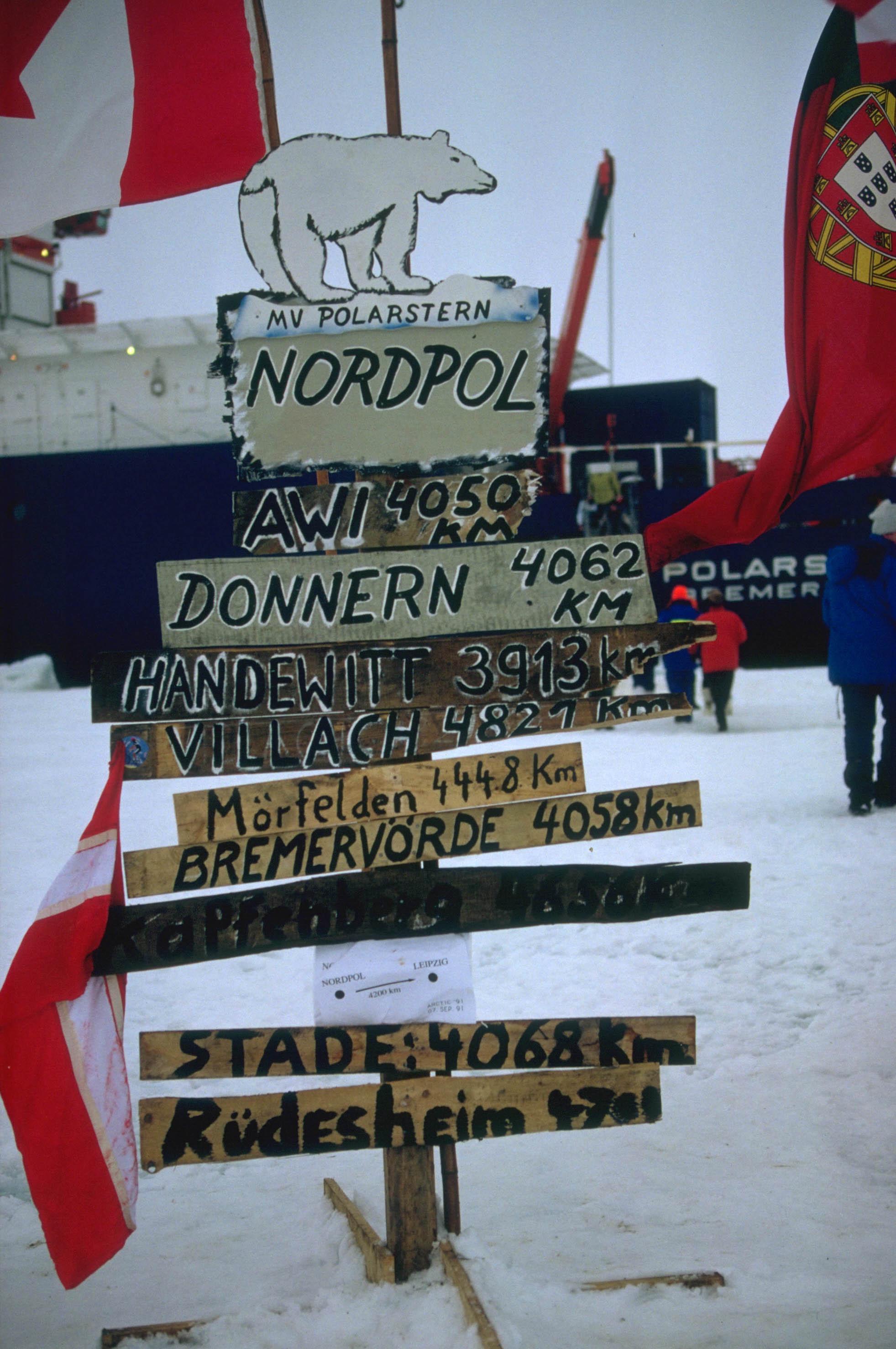
Wegweiser auf einer Eisscholle am Nordpol (1991)

Donnern ist eine Ortschaft in der Einheitsgemeinde Loxstedt im niedersächsischen Landkreis Cuxhaven.

## Geografie

### Lage
Das in der Nähe von Bremerhaven gelegene Dorf wird durch die Landesstraße 143 erschlossen. Der Ort liegt auf einem Geestrücken und wurde als Haufendorf angelegt. Nördlich von Donnern fließt die Rohr.

### Ortsgliederung
- Böcken
- Donnern (Hauptort)

### Nachbarorte
|           | Sellstedt (Einheitsgemeinde Schiffdorf)     | Wehdel (Einheitsgemeinde Schiffdorf)    |
| Bexhövede | Kompassrose, die auf Nachbargemeinden zeigt |                                         |
| Stinstedt |                                             | Heerstedt (Einheitsgemeinde Beverstedt) |

(Quelle:)

## Geschichte
Um 1500 war Donnern im Kirchspiel Beverstedt eingepfarrt und gehörte auch zur Börde Beverstedt. Um 1768 war es nachweislich dem Adeligen Gericht Beverstedt und während der Franzosenzeit der Kommune Bexhövede zugeteilt. Donnern gehörte von 1851 bis 1859 zum Amt Beverstedt und später zum Amt Lehe, bis schließlich 1885 der Kreis Geestemünde und 1932 der Landkreis Wesermünde gegründet wurden. Der Ort wurde 1840 eine Landgemeinde und 1876 eine Gemarkung. Von 1971 bis 1974 war Donnern eine Mitgliedsgemeinde in der Samtgemeinde Loxstedt und nach dessen Auflösung ab dem 1. März 1974 eine Ortschaft in der gleichnamigen Einheitsgemeinde.
Einwohnerentwicklung
| Jahr | Einwohner | Quelle |
| ---- | --------- | ------ |
| 1910 | 466       | [ 5 ]  |
| 1925 | 430       | [ 6 ]  |
| 1933 | 441       | [ 6 ]  |
| 1939 | 463       | [ 6 ]  |
| 1950 | 737       | [ 7 ]  |
| 1956 | 634       | [ 7 ]  |

| Jahr | Einwohner | Quelle |
| ---- | --------- | ------ |
| 1961 | 590       | [ 8 ]  |
| 1970 | 581       | [ 8 ]  |
| 1973 | 573       | [ 1 ]  |
| 2010 | 651       | [ 9 ]  |
| 2015 | 584       | [ 10 ] |
| 2020 | 589       | [ 11 ] |

|  |

## Politik

### Gemeinderat und Bürgermeister
Auf kommunaler Ebene wird die Ortschaft Donnern vom Loxstedter Gemeinderat vertreten.

### Ortsvorsteher
Der Ortsvorsteher von Donnern ist Jörg Fierlings (SPD). Die Amtszeit läuft von 2021 bis 2026.

### Wappen
Der Entwurf des Kommunalwappens von Donnern stammt von dem Heraldiker und Wappenmaler Gustav Völker, der zahlreiche Wappen im Landkreis Cuxhaven erschaffen hat.
| Wappen von Donnern | Blasonierung: „Durch Wellenschnitt geteilt, oben in Blau sieben (4 : 3) goldene Glocken, unten in Silber ein toter grüner rot-bewehrter Drache.“ |
| Wappen von Donnern | Wappenbegründung: Das Wappen erinnert an die mit dem Drachenstein in der Nähe des Dorfes verbundene Sage, nach der ein in einem See hausender Drache durch das gleichzeitige Gebet in sieben Kirchen in einen Stein verwandelt worden sein soll. Die Glocken sind Sinnbilder der Kirchen. |

## Kultur und Sehenswürdigkeiten

### Bauwerke
- Drachenstein: Ein Granitblock mit schlangenähnlichem Bild befindet sich östlich vom Ort[14]

→ Siehe auch unter Weblinks: Wikisource – Der Drachenstein

## Infrastruktur, Verkehr
Donnern ist landwirtschaftlich geprägt und verfügt über ein Ortsgemeinschaftshaus und einen Kindergarten.
Des Weiteren ist der Ort über ein Anruf-Sammel-Taxi an den öffentlichen Personennahverkehr angebunden, welches bei Bedarf im 60-Minuten-Takt geordert werden kann.